# 許珊綺
許珊綺（Suzanne Hsu，10月24日—），台灣女演員。

## 節目主持
- 中視《世界一級棒》 代班主持人
- 中視《臺灣山女孩》 外景主持人

## 相關作品

### 活動
- 2014 雅詩蘭黛粉紅絲帶公益活動
- 2013 NBA臺北國際慈善賽活動
- 2013 BRAND名牌志-跨年派對

### 戲劇演出
| 首播日期 | 播出頻道         | 劇名                  | 飾演   | 備註   |
| -------- | ---------------- | --------------------- | ------ | ------ |
| 2014年   | 民視             | 《你照亮我星球》      |        |        |
| 2014年   | 中視中天金鐘劇   | 《逆轉》              |        |        |
| 2015年   | 中天             | 《失去你的那一天》    |        |        |
| 2015年   | 三立電視電影     | 《結婚禁行曲》        |        |        |
| 2015年   | 酷瞧             | 《恐怖高校劇場》      |        | 夢遊篇 |
| 2015年   | 優酷網           | 《我的鬼基友》        | 魏如甄 |        |
| 2016年   | 網路劇           | 《王牌御史》          | 小雯   |        |
| 2017年   | 網路劇           | 《人皮》              |        |        |
| 2018年   | 台視、三立都會台 | 《三明治女孩的逆襲》  | 劉若亞 |        |
| 2018年   | 台視             | 《人際關係事務所》    | 小辣椒 |        |
| 2018年   | 公視             | 《學生劇展-門裡門外》 |        |        |

### 電視電影
| 年份 | 電影名稱   | 性質 |
| 2015 | 結婚禁行曲 | 客串 |

### 短片
- 噪咖《我的奇葩同事》
- 噪咖《情比姐妹深》
- 噪咖《笑點女孩的困擾》
- 噪咖《資優生女孩的困擾》
- 內地線上遊戲微電影《Controller》
- 金微獎反毒影片參賽作品《愛麗絲》
- 高雄48小時拍片競賽作品《鮮女》
- 嶺東科大畢業製作《聽不見的青春》
- 政治大學畢業製作《幸福引力》
- 台灣藝術大學畢業製作《最強勇者傳說》
- 世新大學畢業製作《回家路上》
- 世新大學畢業製作《愛情現場》

### 廣告
- 桂格養氣人參
- 富蘭克林華美投
- HOLA TVC
- 優鮮沛
- MAZDA升級一瞬間
- YAHOO!1111網購節TVC
- Gomaji app網路廣告
- 2015光陽機車
- 青島啤酒
- 全家霜淇淋TVC
- 舒跑-鹼性離子水TVC
- 7-11關東煮TVC
- 一匙靈Attack抗菌EX系列產品
- foodpanda（台灣） 讓你任性點 - 消夜篇、週末篇

### MV
- 林育羣 - 100分的朋友

## 外部連結
- 許珊綺Suzanne Hsu的Facebook專頁
- 許珊綺的Instagram帳戶